# Giovanni V di Sassonia-Lauenburg
Giovanni V di Sassonia-Lauenburg (Ratzeburg, 18 luglio 1439 – Ratzeburg, 15 agosto 1507) è stato Duca di Sassonia-Lauenburg.

## Biografia
Giovanni V (indicato anche come Giovanni IV era il figlio primogenito del duca Bernardo III di Sassonia-Lauenburg e di Adelaide di Pomerania-Stolp (1410 – dopo il 1445), figlia del duca Bogislavo VIII di Pomerania. Giovanni V succedette al padre alla morte di questi nel 1463.

## Matrimonio e figli
Il 12 febbraio 1464 Giovanni V sposò Dorotea di Hohenzollern (c. 1447 – marzo 1519), figlia dell'elettore Federico II di Brandeburgo. La coppia ebbe i seguenti figli:
- Adelaide (?–morta nell'infanzia);
- Sofia (?-?), nel 1491 sposò Antonio di Schaumburg (1439-1526);
- Magnus I (1º gennaio 1470 – 1º agosto 1543);
- Bernardo (? – 1524), canonico a Colonia e Magdeburgo;
- Eric I/II (1472–20 ottobre 1522), principe-vescovo di Hildesheim (1501–1503) e principe-vescovo di Münster (1508–1522);
- Giovanni IV (1483–20 novembre 1547), principe-vescovo di Hildesheim (1503–1547);
- Anna (?–1504), sposò nel 1490 Giovanni di Lindow-Ruppin (?–1500), c. 1503 e poi il conte Federico di Spiegelberg (?–1537);
- Federico(?–prima del 1501);
- Rodolfo (?–1503);
- Enrico (morto nell'infanzia);
- Caterina, monaca cistercense a Reinbek bei Hamburg;
- Elisabetta (1489–1541), sposò il duca Enrico IV di Brunswick-Lüneburg-Grubenhagen (1460–6 dicembre 1526, Salzderhelden).

Giovanni V ebbe anche dei figli illegittimi tra i quali citiamo: 
- Barnardo (morto prima del 21 febbraio 1549), vescovo ausiliario di Münster e titolare della diocesi di Ptolemais in Phoenicia (attuale Acri) dal 23 marzo 1519.

## Ascendenza
|                                                                           |                                                                        |                                             | Genitori                                                            |  |  | Nonni |  |  | Bisnonni                                |  |  | Trisnonni                             |  |
|                                                                           |                                                                        |                                             |                                                                     |  |  |       |  |  | Eric II, III duca di Sassonia-Lauenburg |  |  | Eric I, II duca di Sassonia-Lauenburg |  |
|                                                                           |                                                                        |                                             |                                                                     |  |  |       |  |  | Eric II, III duca di Sassonia-Lauenburg |  |  | Eric I, II duca di Sassonia-Lauenburg |  |
|                                                                           |                                                                        | Elisabetta di Pomerania                     |                                                                     |  |  |       |  |  | Eric II, III duca di Sassonia-Lauenburg |  |  |                                       |  |
| Eric IV, IV duca di Sassonia-Lauenburg                                    |                                                                        |                                             |                                                                     |  |  |       |  |  | Eric II, III duca di Sassonia-Lauenburg |  |  |                                       |  |
|                                                                           |                                                                        | Agnese di Holstein-Kiel                     | Giovanni III, III conte di Holstein-Plön e V conte di Holstein-Kiel |  |  |       |  |  |                                         |  |  |                                       |  |
|                                                                           |                                                                        | Agnese di Holstein-Kiel                     | Giovanni III, III conte di Holstein-Plön e V conte di Holstein-Kiel |  |  |       |  |  |                                         |  |  |                                       |  |
|                                                                           |                                                                        | Agnese di Holstein-Kiel                     | Caterina di Głogów                                                  |  |  |       |  |  |                                         |  |  |                                       |  |
| Bernardo III, VI duca di Sassonia-Lauenburg                               |                                                                        | Agnese di Holstein-Kiel                     |                                                                     |  |  |       |  |  |                                         |  |  |                                       |  |
|                                                                           |                                                                        | Magnus II, V duca di Brunswick-Wolfenbüttel | Magnus I, IV duca di Brunswick-Wolfenbüttel                         |  |  |       |  |  |                                         |  |  |                                       |  |
|                                                                           |                                                                        | Magnus II, V duca di Brunswick-Wolfenbüttel | Magnus I, IV duca di Brunswick-Wolfenbüttel                         |  |  |       |  |  |                                         |  |  |                                       |  |
|                                                                           |                                                                        | Magnus II, V duca di Brunswick-Wolfenbüttel | Sofia di Brandenburgo-Landsberg                                     |  |  |       |  |  |                                         |  |  |                                       |  |
| Sofia di Brunswick-Wolfenbüttel                                           |                                                                        | Magnus II, V duca di Brunswick-Wolfenbüttel |                                                                     |  |  |       |  |  |                                         |  |  |                                       |  |
|                                                                           |                                                                        | Caterina di Anhalt-Bernburg                 | Bernardo III, IV principe di Anhalt-Bernburg                        |  |  |       |  |  |                                         |  |  |                                       |  |
|                                                                           |                                                                        | Caterina di Anhalt-Bernburg                 | Bernardo III, IV principe di Anhalt-Bernburg                        |  |  |       |  |  |                                         |  |  |                                       |  |
|                                                                           |                                                                        | Caterina di Anhalt-Bernburg                 | Agnese di Sassonia                                                  |  |  |       |  |  |                                         |  |  |                                       |  |
| Giovanni V, VII duca di Sassonia-Lauenburg                                |                                                                        | Caterina di Anhalt-Bernburg                 |                                                                     |  |  |       |  |  |                                         |  |  |                                       |  |
|                                                                           | Boghislao V, I duca di Pomerania-Stolp e III duca di Pomerania-Wolgast | Vartislao IV, II duca di Pomerania-Wolgast  |                                                                     |  |  |       |  |  |                                         |  |  |                                       |  |
|                                                                           | Boghislao V, I duca di Pomerania-Stolp e III duca di Pomerania-Wolgast | Vartislao IV, II duca di Pomerania-Wolgast  |                                                                     |  |  |       |  |  |                                         |  |  |                                       |  |
|                                                                           | Boghislao V, I duca di Pomerania-Stolp e III duca di Pomerania-Wolgast | Elisabeth di Lindow-Ruppin                  |                                                                     |  |  |       |  |  |                                         |  |  |                                       |  |
| Boghislao VIII, IV duca di Pomerania-Stolp e I duca di Pomerania-Stargard | Boghislao V, I duca di Pomerania-Stolp e III duca di Pomerania-Wolgast |                                             |                                                                     |  |  |       |  |  |                                         |  |  |                                       |  |
|                                                                           |                                                                        | Adelaide di Brunswick-Grubenhagen           | Ernesto I, II duca di Brunswick-Grubenhagen                         |  |  |       |  |  |                                         |  |  |                                       |  |
|                                                                           |                                                                        | Adelaide di Brunswick-Grubenhagen           | Ernesto I, II duca di Brunswick-Grubenhagen                         |  |  |       |  |  |                                         |  |  |                                       |  |
|                                                                           |                                                                        | Adelaide di Brunswick-Grubenhagen           | Adelaide di Everstein                                               |  |  |       |  |  |                                         |  |  |                                       |  |
| Adelaide di Pomerania-Stolp                                               |                                                                        | Adelaide di Brunswick-Grubenhagen           |                                                                     |  |  |       |  |  |                                         |  |  |                                       |  |
|                                                                           |                                                                        | Enrico II, III conte di Holstein-Rendsburg  | Gerardo III, II conte di Holstein                                   |  |  |       |  |  |                                         |  |  |                                       |  |
|                                                                           |                                                                        | Enrico II, III conte di Holstein-Rendsburg  | Gerardo III, II conte di Holstein                                   |  |  |       |  |  |                                         |  |  |                                       |  |
|                                                                           |                                                                        | Enrico II, III conte di Holstein-Rendsburg  | Sofia di Werle                                                      |  |  |       |  |  |                                         |  |  |                                       |  |
| Sofia di Holstein-Rendsburg                                               |                                                                        | Enrico II, III conte di Holstein-Rendsburg  |                                                                     |  |  |       |  |  |                                         |  |  |                                       |  |
|                                                                           |                                                                        | Ingeborg di Meclemburgo-Schwerin            | Alberto II, I duca di Meclemburgo-Schwerin                          |  |  |       |  |  |                                         |  |  |                                       |  |
|                                                                           |                                                                        | Ingeborg di Meclemburgo-Schwerin            | Alberto II, I duca di Meclemburgo-Schwerin                          |  |  |       |  |  |                                         |  |  |                                       |  |
|                                                                           |                                                                        | Ingeborg di Meclemburgo-Schwerin            | Eufemia di Svezia                                                   |  |  |       |  |  |                                         |  |  |                                       |  |
|                                                                           |                                                                        | Ingeborg di Meclemburgo-Schwerin            |                                                                     |  |  |       |  |  |                                         |  |  |                                       |  |